# Bergkwartelduif
De bergkwartelduif (Geotrygon montana) is een vogel uit de familie Columbidae (duiven).

## Verspreiding en leefgebied
Deze soort komt voor in Midden- en Zuid-Amerika en telt twee ondersoorten:
- Geotrygon montana martinica: Kleine Antillen.
- Geotrygon montana montana: van Mexico tot noordoostelijk Argentinië, de Grote Antillen en Trinidad.

## Status
De grootte van de populatie is in 2019 geschat op 0,5-5 miljoen volwassen vogels. Op de Rode Lijst van de IUCN heeft deze soort de status niet bedreigd.